# Paúl Ambrosi
Vicente Paúl Ambrosi Zambrano (Guaranda, 14 de outubro de 1980) é um ex-futebolista equatoriano que atuava como lateral-esquerdo.

## Carreira em clubes
Jogou a maior parte de sua carreira na LDU de Quito, onde se profissionalizou em 2000 e disputou 470 jogos em 3 passagens, sendo um dos jogadores que mais vestiram a camisa do Rey de Copas na história. Pela LDU, Ambrosi conquistou 5 títulos continentais, sendo o mais importante deles a Copa Libertadores da América de 2008, a primeira conquistada por uma equipe do Equador, além de 2 Recopas Sul-Americanas (2009 e 2010), uma Copa Sul-Americana: (2009). Foi ainda tricampeão equatoriano da primeira divisão e campeão da Série B em 2001, além do vice-campeonato do Mundial de Clubes de 2008, atuando por alguns minutos na decisão contra o Manchester United - sua participação no jogo era dúvida em decorrência de uma lesão no joelho.
Defendeu também Rosario Central, Cerro Porteño e Olmedo, sua última equipe como profissional.

## Carreira internacional
A estreia de Ambrosi pela Seleção Equatoriana foi em um amistoso contra a Guatemala, em agosto de 2003. Fez parte dos elencos que participaram da Copa América de 2004 e da Copa de 2006, tendo atuado contra Argentina (Copa América) e Alemanha (Copa do Mundo).
Não convocado para a Copa América de 2007, o lateral fez sua última partida pelo Equador em setembro de 2009, na vitória por 3 a 1 sobre a Bolívia, pelas eliminatórias da Copa de 2010, mas a seleção não conseguiu vaga no torneio. Em sua carreira internacional, Ambrosi disputou 35 jogos e não marcou nenhum gol.

## Estatísticas
| Clube           | Temporada | Liga                 | Liga     | Liga | Copa nacional | Copa nacional | Continental | Continental | Total    | Total |
| Clube           | Temporada | Divisão              | Partidas | Gols | Partidas      | Gols          | Partidas    | Gols        | Partidas | Gols  |
| --------------- | --------- | -------------------- | -------- | ---- | ------------- | ------------- | ----------- | ----------- | -------- | ----- |
| LDU de Quito    | 2000      | Série A do Equador   | 8        | 0    | —             | —             | 0           | 0           | 8        | 0     |
| LDU de Quito    | 2001      | Série B do Equador   | 30       | 6    | —             | —             | 0           | 0           | 30       | 6     |
| LDU de Quito    | 2002      | Série A do Equador   | 43       | 1    | —             | —             | 0           | 0           | 43       | 1     |
| LDU de Quito    | 2003      | Série A do Equador   | 42       | 10   | —             | —             | 4           | 1           | 46       | 11    |
| LDU de Quito    | 2004      | Série A do Equador   | 42       | 5    | —             | —             | 16          | 4           | 58       | 9     |
| LDU de Quito    | 2005      | Série A do Equador   | 43       | 4    | —             | —             | 15          | 0           | 58       | 4     |
| LDU de Quito    | 2006      | Série A do Equador   | 36       | 5    | —             | —             | 11          | 0           | 47       | 5     |
| LDU de Quito    | 2007      | Série A do Equador   | 31       | 1    | —             | —             | 8           | 1           | 39       | 2     |
| LDU de Quito    | 2008      | Série A do Equador   | 30       | 0    | —             | —             | 18          | 1           | 48       | 1     |
| LDU de Quito    | 2009      | Série A do Equador   | 23       | 3    | —             | —             | 7           | 0           | 30       | 3     |
| LDU de Quito    | Total     | Total                | 328      | 35   | —             | —             | 79          | 7           | 407      | 42    |
| Rosario Central | 2009–10   | Campeonato Argentino | 21       | 0    | —             | —             | 0           | 0           | 21       | 0     |
| LDU Quito       | 2010      | Série A do Equador   | 11       | 0    | —             | —             | 2           | 0           | 13       | 0     |
| LDU Quito       | 2011      | Série A do Equador   | 22       | 1    | —             | —             | 16          | 2           | 38       | 3     |
| LDU Quito       | 2012      | Série A do Equador   | 6        | 0    | —             | —             | 0           | 0           | 6        | 0     |
| LDU Quito       | Total     | Total                | 39       | 1    | —             | —             | 18          | 2           | 58       | 3     |
| Cerro Porteño   | 2013      | Campeonato Paraguaio | 1        | 0    | —             | —             | 1           | 0           | 2        | 0     |
| LDU de Quito    | 2013      | Série A do Equador   | 5        | 0    | —             | —             | 0           | 0           | 5        | 0     |
| Olmedo          | 2014      | Série A do Equador   | 11       | 0    | —             | —             | —           | —           | 11       | 0     |
| Total           | Total     | Total                | 405      | 36   | —             | —             | 98          | 9           | 503      | 45    |

## Títulos
LDU de Quito
- Campeonato Equatoriano: 2003, Apertura 2005, 2007, 2010
- Série B do Equador: 2001
- Copa Libertadores da América: 2008
- Campeonato Colombiano: 2007
- Copa Sul-Americana: 2009
- Recopa Sul-Americana: 2009 e 2010